# Hallenhockey-Europameisterschaft der Damen 1993
Die Hallenhockey-Europameisterschaft der Damen 1993 war die siebte Auflage der Hallenhockey-Europameisterschaft der Damen. Sie fand vom 8. Januar bis 10. Januar in London statt. Titelverteidiger Deutschland feierte nach dem Finalsieg über Gastgeber England im 49. Hallenhockey-Länderspiel den 48. Länderspielsieg und den siebten Europameistertitel.

## Vorschlussrunde
| Deutschland | – | Schottland | 6:3 (2:3) |

| England | – | Spanien | 8:4 (2:1) |

## Platzierungsspiele

### Spiel um Platz 7
| Österreich | – | Dänemark | 4:2 |

### Spiel um Platz 5
| Frankreich | – | Tschechoslowakei | 4:2 |

### Spiel um Platz 3
| Spanien | – | Schottland | 6:4 (3:1) |

### Finale
| Deutschland | – | England | 8:3 (2:1) |

Die Tore für Deutschland erzielten Britta Becker (4×), Anke Wild (2×), Tanja Dickenscheid und Philippa Suxdorf.